# Isabelle Ebanda
Isabelle Ebanda, nata Isabelle Massoma (Douala, 23 febbraio 1936), è una politica camerunese.

## Primi anni e istruzione
Isabelle Ebanda è nata il 23 febbraio 1936 a Douala, in Camerun. Ha studiato per diventare insegnante presso la scuola di Ebolowa, e si è poi laureata presso il Lycée General-Leclerc di Saverne, in Francia, nel 1957.

## Carriera

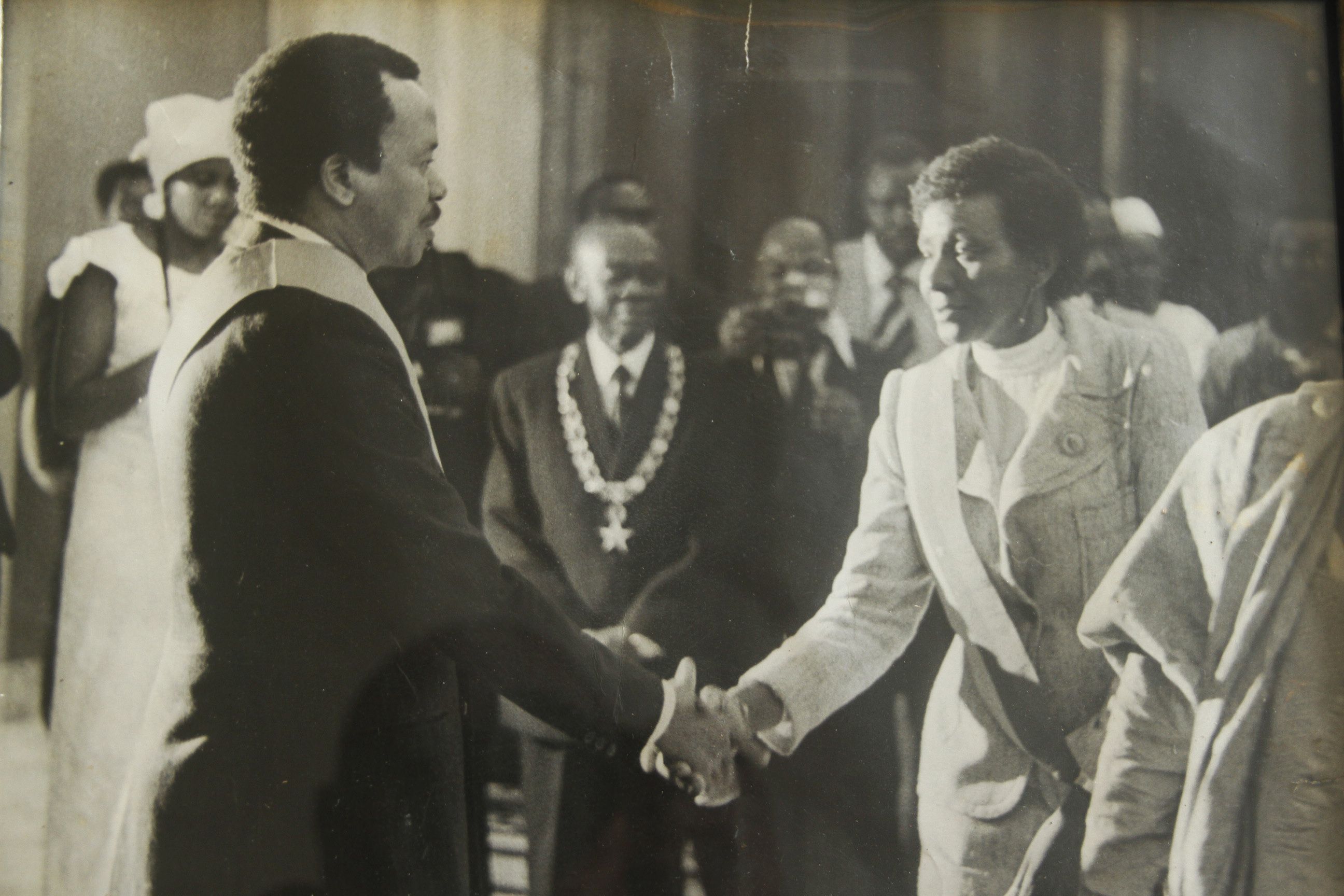
Isabelle Ebanda insieme al presidente Paul Biya nel 1982

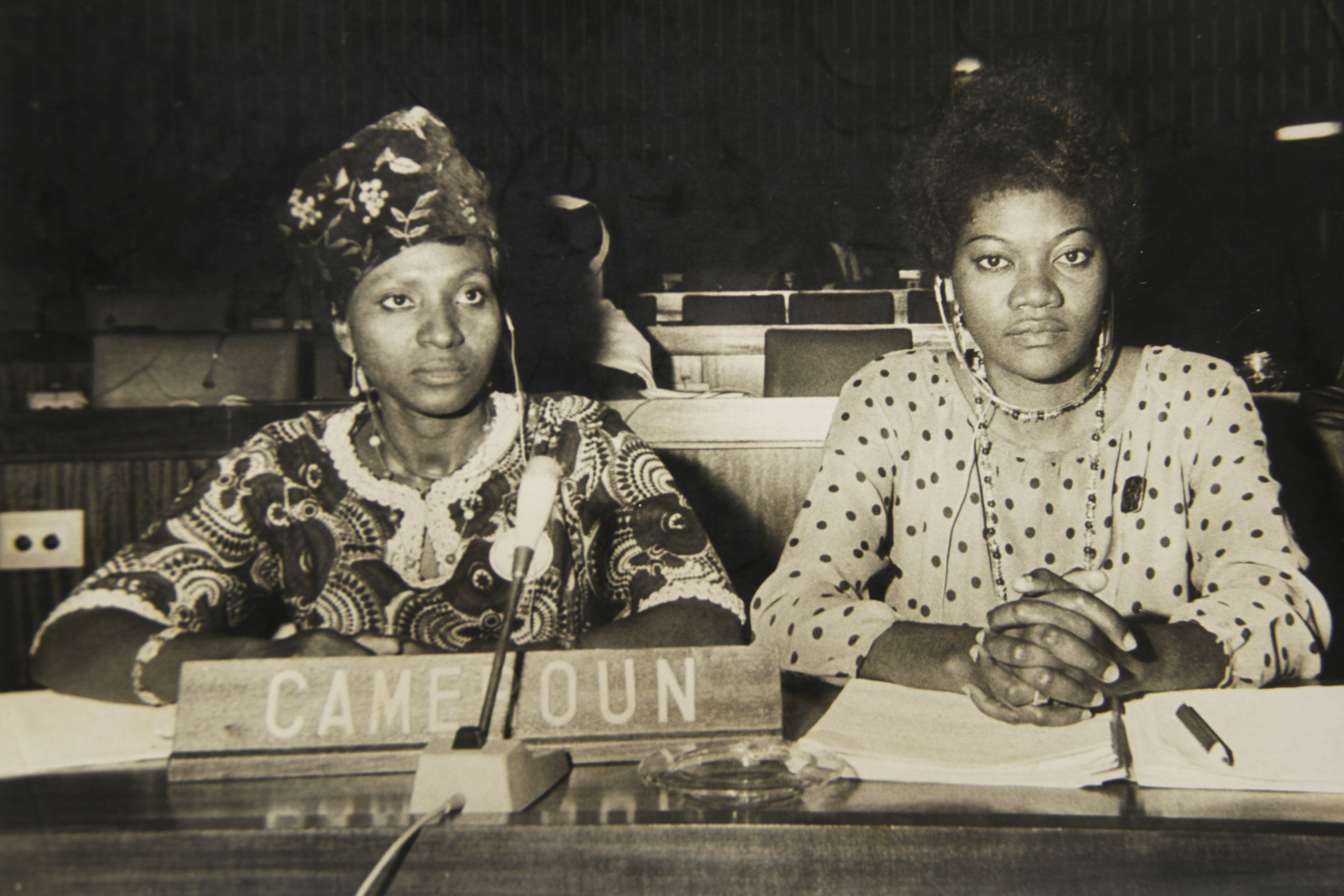
Isabelle Ebanda con la ministra Delphine Tsanga

Ebanda ha iniziato ad insegnare presso la scuola pubblica di Mbanga nel 1958, per poi passare al "Lycée des jeans filled de New-Bell" di Douala nel 1970.
Nel 1959, è entrata a far parte dell'Unione Camerunese nel ruolo di delegato presso il dipartimento di Wouri. Al momento della nascita dell'Unione Nazionale Camerunese nel 1966, Ebanda è diventata presidente della sua organizzazione femminile.
Ebanda è stata eletta membro dell'Assemblea Nazionale per il dipartimento di Wouri nel 1970. È stata la prima donna a diventare deputata nella Regione del Litorale. Nel 1974 è diventata membro delle commissioni parlamentari per la finanza, la legge costituzionale, l'istruzione e gli affari sociali. Ha abbandonato l'Assemblea Nazionale nel 1988.
Nel 1988, Ebanda è stata nominata ufficiale nella Divisione europea del Ministero degli affari esteri. In seguito è stata promossa a capo dell'Europa centro-orientale. Nel 2002, è stata nominata presidente dell'Osservatorio nazionale delle elezioni (ONEL) di Douala, e in seguito è divenuta membro dell'ufficio dipartimentale dell'ONEL a Wouri nel 2004.
Nel 2013, Ebanda è apparsa come ospite speciale in occasione di una cerimonia di riconciliazione a Wouri.